# Церовиште
Церо́виште (болг. Церовище) — село в Тирговиштській області Болгарії. Входить до складу общини Омуртаг.

## Населення
За даними перепису населення 2011 року у селі проживали 585 осіб.
Національний склад населення села:
| Національність   | Кількість осіб | Відсоток |
| ---------------- | -------------- | -------- |
| турки            | 36             | 67,9%    |
| болгари          | 10             | 18,9%    |
| інша             | 6              | 11,3%    |
| Всього відповіли | 53             |          |

Розподіл населення за віком у 2011 році:
Динаміка населення: